# Smoke Two Joints
Smoke Two Joints ist ein 1983 veröffentlichter Reggae-Song von The Toyes.
Der Song entstand auf Oahu, Hawaii. Er wurde auf dem Soundtrack zum amerikanischen Comedy-Thriller Homegrown von 1998 veröffentlicht. Die Toyes-Version wurde im Videospiel NARC von 2005 verwendet. Der Song wird häufig Bob Marley zugeschrieben, der allerdings zwei Jahre vor Entstehung des Songs verstorben war.

## Cover-Versionen
Norman Nardini aus Pittsburgh (Pennsylvania) schuf in den 1980er Jahren Coverversionen, darunter eine Studio-LP sowie eine Version, die auf seiner Live-CD von 1994 zu hören war, beide produziert von Circumstantial Records (New York). Nardini spielte den Song mit seiner Band über zwanzig Jahre lang.
Die Punk-Band Sublime spielte eine Coverversion auf ihrem 1992er Debütalbum 40oz. to Freedom. Smoke Two Joints war einer der ersten Sublime-Songs, die nach Date Rape im Radio gespielt wurden. Dieses Cover enthält Samples aus dem Film Beyond the Valley of the Dolls. Smoke Two Joints wurde 1994 veröffentlicht. Die Version von Sublime wurde im Videospiel Rocksmith 2014 als DLC-Track gezeigt.